# Qinzhou
Qinzhou (em chinês tradicional:  钦州市; chinês simplificado: 钦州市; pinyin: Qīnzhōu; Zhuang: Ginhcouh) é uma localidade situada ao sul da Regiao Autónoma Zhuang de Guangxi, na República Popular da China. Ocupa uma área total de 2.030 Km² dos quais 1.972 km² correspondem à cidade propriamente dita. As etnias presentes na cidade são Zhuang, Yao, Hui, Miao, Han e Dong. Segundo dados de 2010, Qinzhou possuí  3.791.100 habitantes, 26.5% das pessoas que pertencem ao grupo étnico Zhuang.